# 望春桥
29°53′13″N 121°30′55″E / 29.886989°N 121.515303°E
望春桥是浙江省宁波市一座古桥。桥梁位于望春桥街中段南侧，桥梁始建于北宋元符年间此后多次重建，并在南宋宝庆年间曾更名为“宝庆桥”。目前的桥梁修建于乾隆庚申年，重修于光绪丁酉年。2005年，香港实业家钟宝昌、钟惠明父子出资修缮。望春桥南北方向，横跨西塘河上，为单孔石拱桥，平面略呈“H”型。2010年12月成为海曙区文物保护单位。

## 桥梁形制
望春桥为单孔石拱桥，全长28米，桥堍宽5米，桥顶宽4米，拱矢高度6米，跨度9米，北堍桥下建有1米宽纤道。桥侧石缝中长有一棵古桷树，成为奇观。
桥北堍东侧设有一座古凉亭“望春亭”，可供游人休憩。

## 影响
清代史学家万斯同曾作《鄮西竹枝词》一首以描述望春桥的风光：“望春桥上望春波，草绿苹香凫鸭多。最是城西好风景，夕阳处处起田歌”。
2014年建成的宁波轨道交通1号线在望春桥旁设有望春桥站，站名即来自望春桥。